# Silva Sociedad Deportiva
El Silva Sociedad Deportiva es un equipo de fútbol originario del barrio coruñés de La Silva. Actualmente juega en el grupo I de la Tercera Federación.

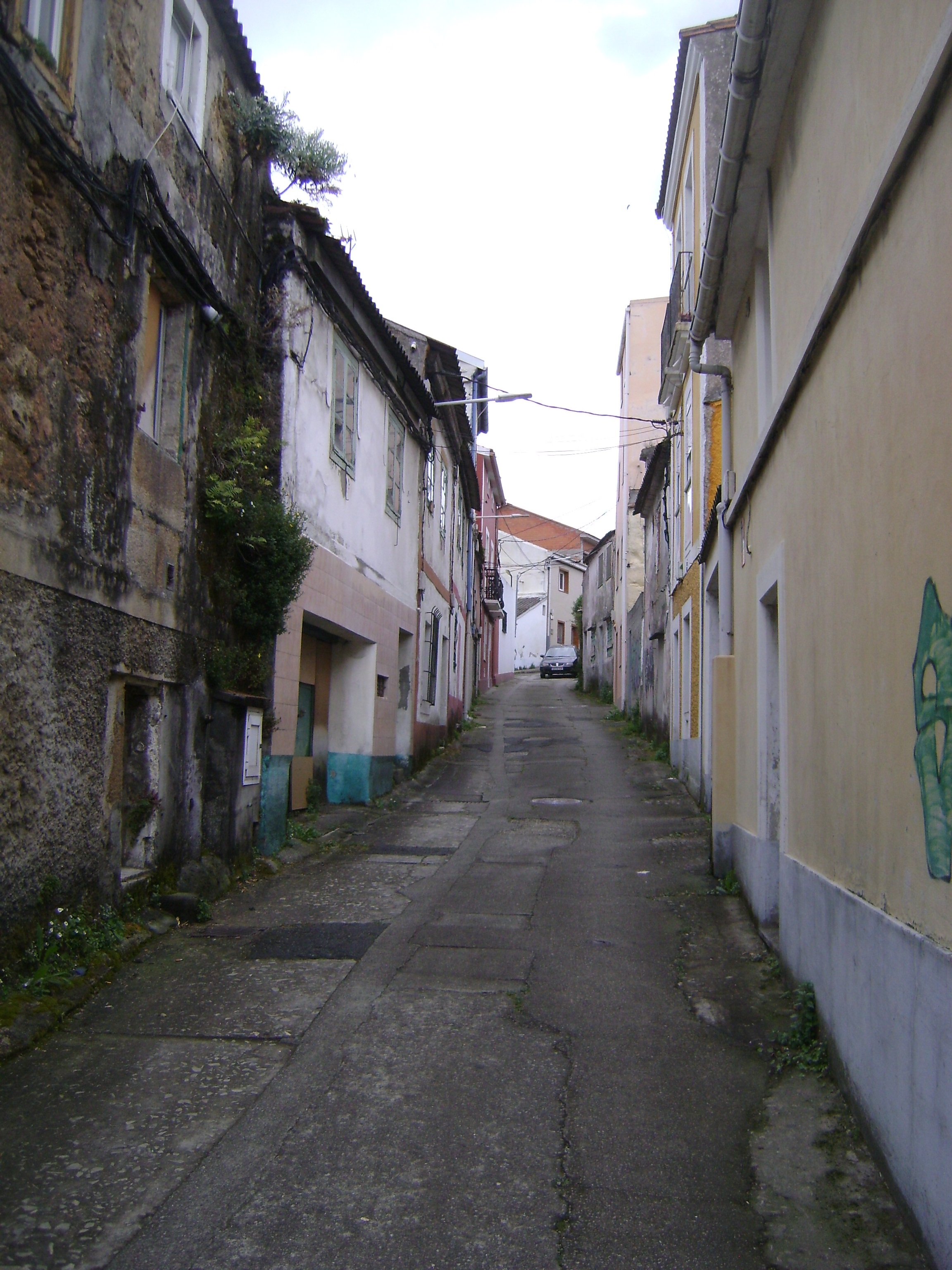
Imagen de La Silva, barrio en el que se originó el club.

## Historia
El equipo se fundó el 6 de junio de 1940.

## Datos del club
- Temporadas en 1.ª: 0
- Temporadas en 2.ª: 0
- Temporadas en 2.ªB: 0
- Temporadas en 3.ª y 3.ª Fed: 10 (incluida la 2023/24)
- Mejor puesto en la liga: 9.º (Tercera División, temporada 2016/17)
- Participaciones en la Copa del Rey: 0

### Historial en la liga
| Temporada | Categoría     | Puesto |
| --------- | ------------- | ------ |
| 1993/94   | 3ª Autonómica | 5.º    |
| 1994/95   | 3ª Autonómica | 2.º    |
| 1995/96   | 3ª Autonómica | 3.º    |
| 1996/97   | 3ª Autonómica | 1.º    |
| 1997/98   | 3ª Autonómica | 6.º    |
| 1998/99   | 3ª Autonómica | 6.º    |
| 1999/00   | 3ª Autonómica | 13.º   |
| 2000/01   | 3ª Autonómica | 9.º    |
| 2001/02   | 3ª Autonómica | 12.º   |
| 2002/03   | 3ª Autonómica | 9.º    |

| Temporada | Categoría     | Puesto |
| --------- | ------------- | ------ |
| 2003/04   | 3ª Autonómica | 6.º    |
| 2004/05   | 3ª Autonómica | 5.º    |
| 2005/06   | 3ª Autonómica | 2.º    |
| 2006/07   | 2ª Autonómica | 17.º   |
| 2007/08   | 3ª Autonómica | 3.º    |
| 2008/09   | 2ª Autonómica | 14.º   |
| 2009/10   | 2ª Autonómica | 5.º    |
| 2010/11   | 2ª Autonómica | 1.º    |
| 2011/12   | 1ª Autonómica | 1.º    |
| 2012/13   | Preferente    | 14.º   |

| Temporada | Categoría  | Puesto    |
| --------- | ---------- | --------- |
| 2013/14   | Preferente | 3.º       |
| 2014/15   | 3.ª        | 16.º      |
| 2015/16   | 3.ª        | 13.º      |
| 2016/17   | 3.ª        | 9.º       |
| 2017/18   | 3.ª        | 11.º      |
| 2018/19   | 3.ª        | 12.º      |
| 2019/20   | 3.ª        | 12.º      |
| 2020/21   | 3.ª        | 6.º / 6.º |
| 2021/22   | 3.ª Fed    | 10.º      |
| 2022/23   | 3.ª Fed    | 12.º      |
| 2023/24   | 3.ª Fed    | 12.º      |

## Palmarés
- Primera Autonómica (1): 2011–12
- Segunda Autonómica (1): 2010–11
- Tercera Autonómica (1): 1996–97

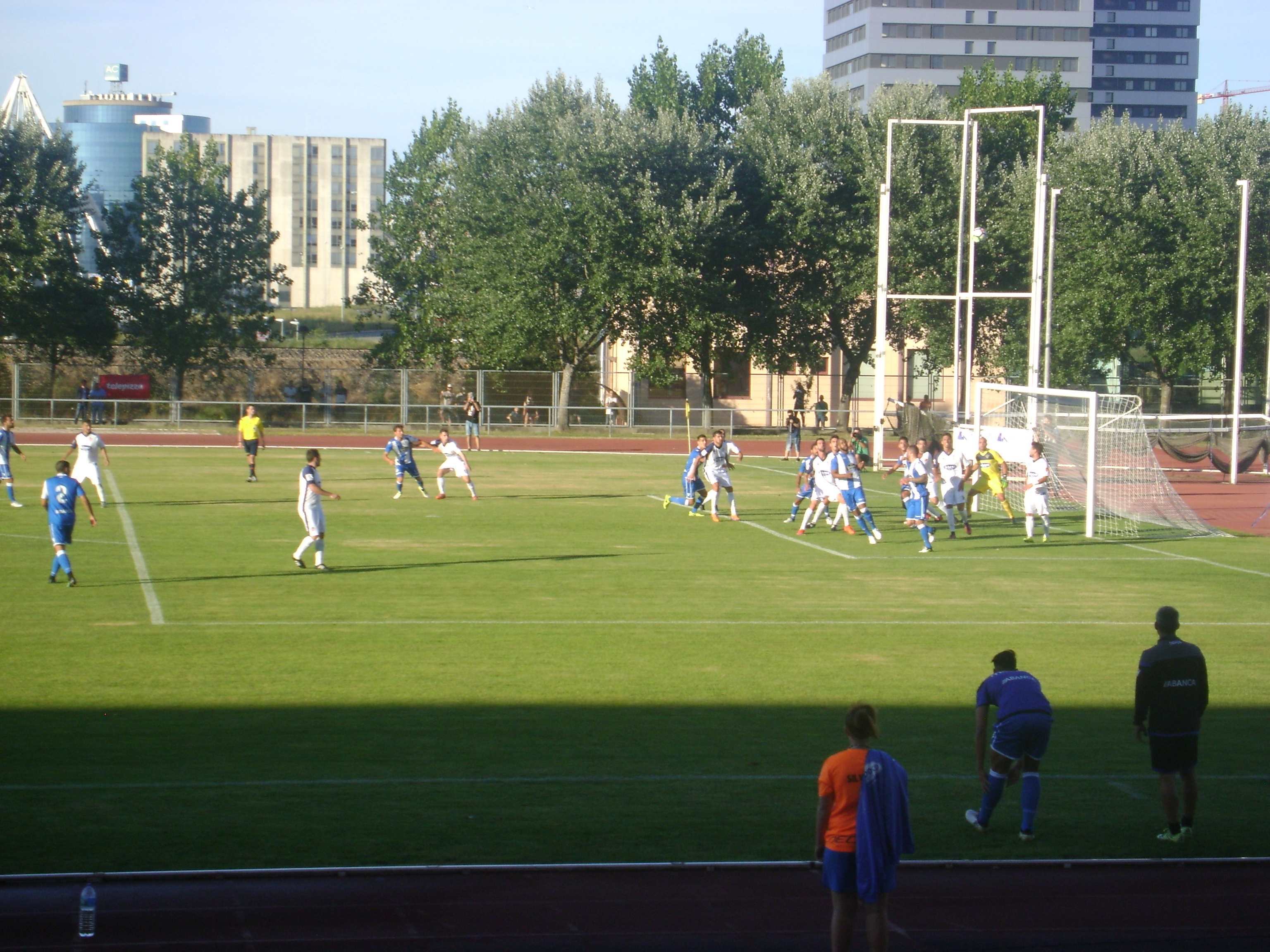
Encuentro amistoso disputado entre el Silva SD y el Deportivo de La Coruña en 2017.

- Fase Autonómica Gallega de la Copa RFEF (1): 2017–18
- Copa Diputación de La Coruña (1): 2012
- Copa de La Coruña (4):[3] 1957, 2010, 2011, 2012